# 沖之島 (沖縄県)
沖之島（おきのしま）は、沖縄本島南部の西にかつて存在した島で、1960年代に周囲が埋め立てられ消滅した。

## 地理
沖縄本島南部の西側に位置する、沖縄県糸満市の西部海岸に存在した。報得川の河口にあり、周囲は干潟となっていた。

## 歴史
沖之島は方言で「アナギ」と呼ばれ、陸地測量部による1921年（大正10年）発行の地図には、「沖ノ島（アナギ）」と表記され、戦後には「沖之島」へ名称が改められた。もとは大字「糸満」の一部で、小字の「沖之島」が設定されていたが、1992年（平成4年）に「糸満」から「西川町」へ分離された。
かつての沖之島に塩田が存在し、製塩業が営まれていたという。戦後は、糸満漁港の整備が開始され、1954年（昭和29年）に浚渫により完成した水路が報得川から運ばれた土砂で堆積し、1959年（昭和34年）の再浚渫の際に沖之島と沖縄本島間の海域が埋められ、1966年（昭和41年）以降の公有水面埋立事業により、周囲も埋め立てられた。本土復帰後の1973年（昭和48年）に、沖之島が存在していた場所に造船所が建設され、2006年（平成18年）まで同地で操業していた。
島内には「アナギの竜宮神」と呼ばれる拝所があったが、2000年代に西寄りに移動された。3か所に祠があり、「龍宮神社」と「七龍宮神」の石碑が建立されている。